# Orfebrería románica en Cataluña

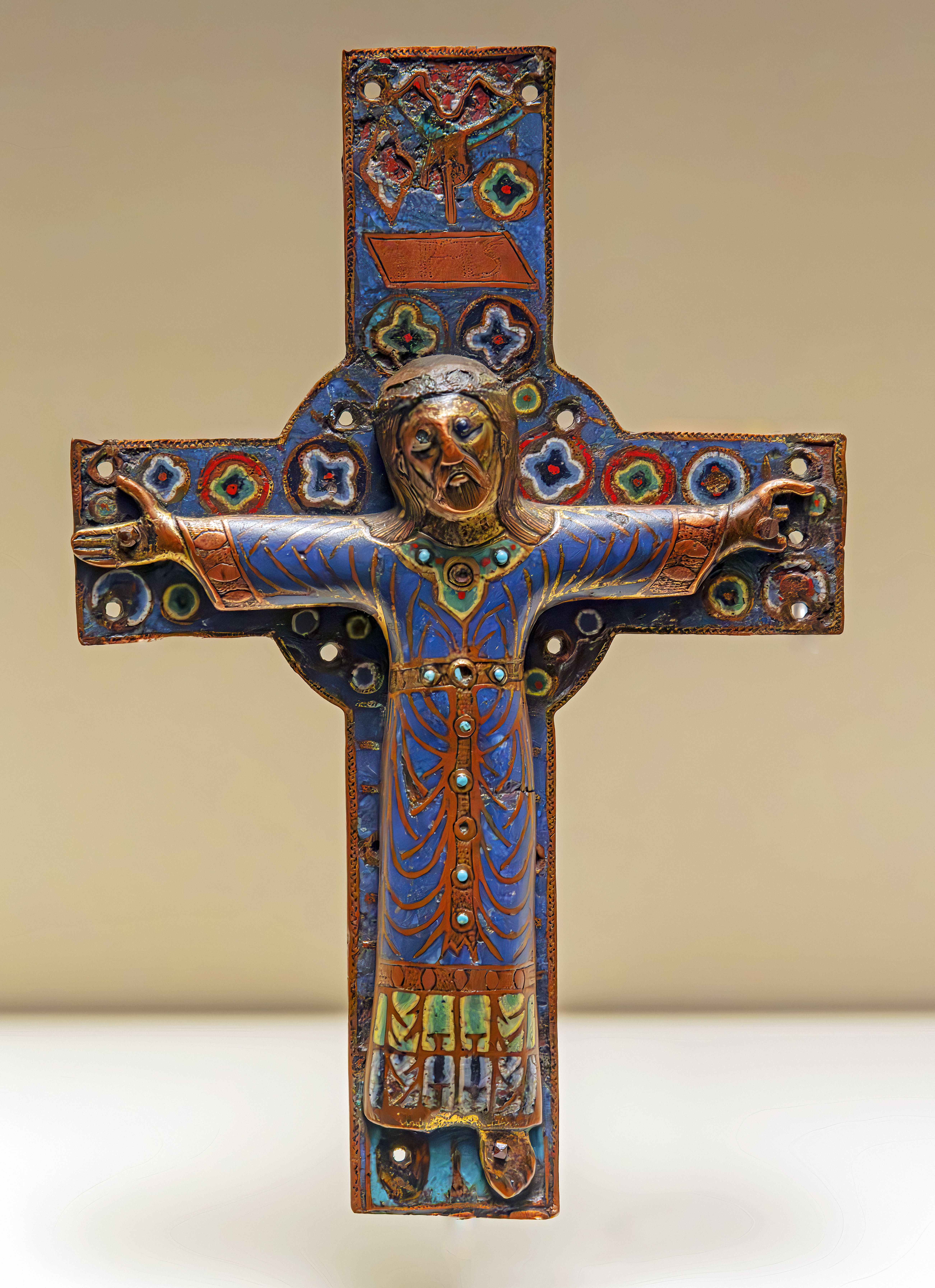
Cruz románica de orfebrería expuesta en el Museo Nacional de Arte de Cataluña.

La orfebrería románica en Cataluña fue calificada en su época como un arte digno de admiración. En aquellos tiempos se respetaba y estimaba a los artistas orfebres tanto o más que a los pintores y a los escultores ya que su formación profesional estaba a la misma altura. Además estos artistas trabajaban con un material muy valioso y era de suponer que sabrían manejarlo con buen oficio y profesionalidad. Pocas piezas de orfebrería han resistido el paso del tiempo. Al ser piezas mueble que se podían llevar de un lugar a otro o vender o regalar su rastro se ha perdido en todo este trasiego. Sin embargo queda mucha documentación en inventarios, donaciones, dotaciones, compra-venta y su descripción testimonia su existencia. Sobre todo los legados testamentarios ofrecen una amplia información.
En los inventarios que aun existen referentes a los siglos X al XIII se detallan numerosas y ricas piezas de orfebrería, la mayoría desaparecidas. Hasta el momento la más antigua es el altar portátil del San Pedro de Roda, encontrada escondida en un rincón del edificio. La fecha de datación aproximada es del año 1000. Es de plata repujada, de trabajo muy arcaico con influencia carolingia que se adapta a un estilo propio de la zona. Lleva unas inscripciones y está adornada con motivos vegetales sin que quede un espacio por repujar. Se guarda en el Museo Nacional de Arte de Cataluña. Las demás piezas conservadas son ya de los siglos XII y XIII e incluso del siglo XVI en el que muchas obras seguían siendo de tipología románica.

## Obras atesoradas
Se conservan tres cruces del siglo XII siendo la más antigua la de plata repujada procedente del Monasterio de Sant Miquel del Fai en la localidad de Riels de Fay, dentro del ayuntamiento de Bigas; las otras dos son de cobre con oro y esmaltes. Son obras importantes pero no proceden de los talleres de Limoges como ocurre con muchas otras cruces inventariadas y desaparecidas. En el Museo Nacional de Arte de Cataluña se guarda un copón que perteneció a la catedral de Urgel, obra notable de importación. También se conservan las cubiertas del Misal de San Rufo de Aviñón, que se guardaba en el archivo capitular de la catedral de Tortosa, de origen francés; estas cubiertas están datadas en el 1200; están decoradas con plata repujada y esmaltada con la técnica del champlevé. Se han podido conservar así mismo algunos incensarios hechos en bronce fundido y decorados a buril con ornamentación floral muy estilizada; el estudio de estas piezas asegura la existencia de varios talleres en el siglo XII. En los ajuares funerarios de algunos obispos se han encontrado cálices sin decoración pero con diseños muy artísticos fundidos a plomo o con la aleación llamada peltre. Uno de ellos procede del sepulcro de San Bernardo Calvó, muerto en 1243.

Col·lecció del MNAC
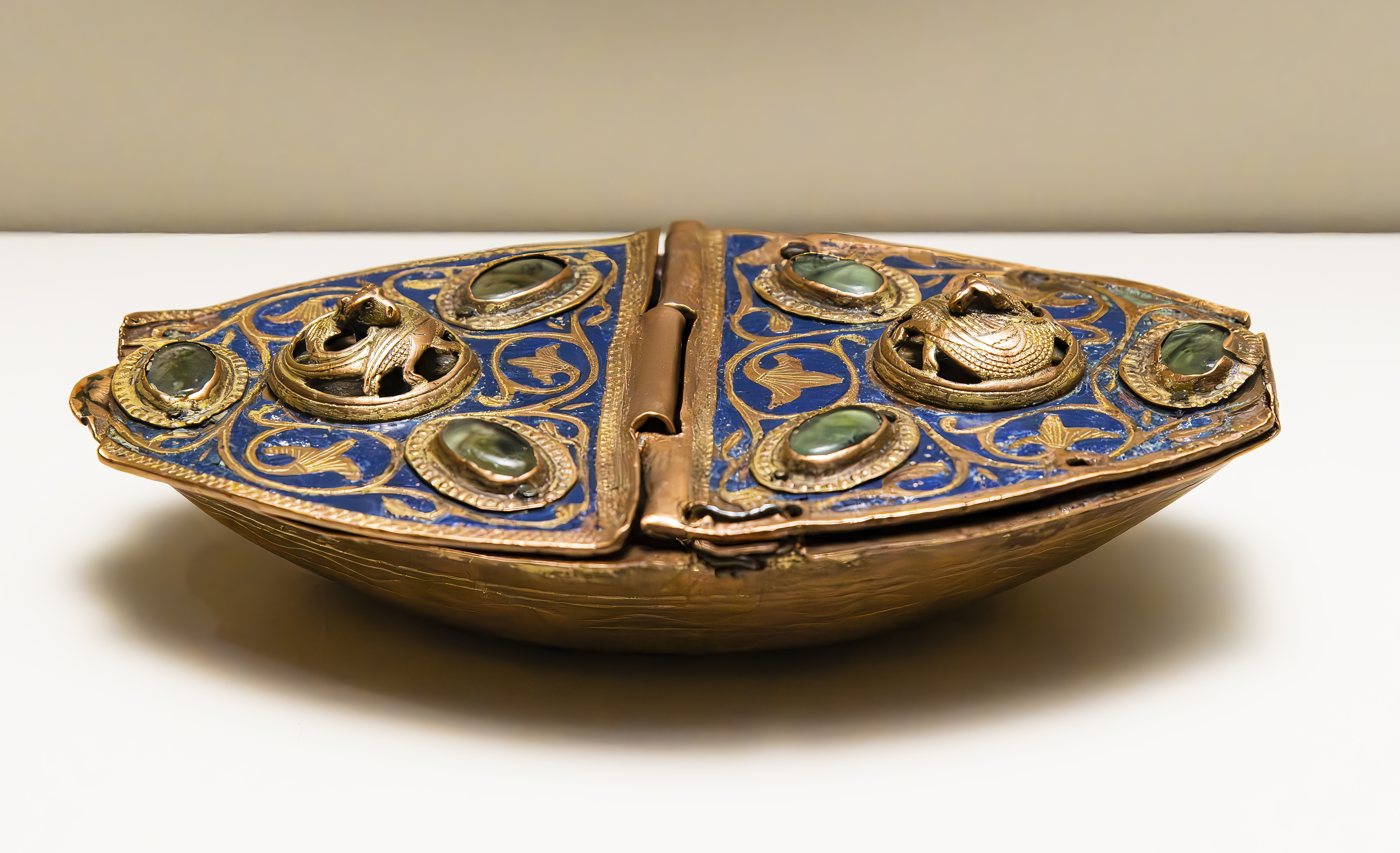
Naveta de Besalú
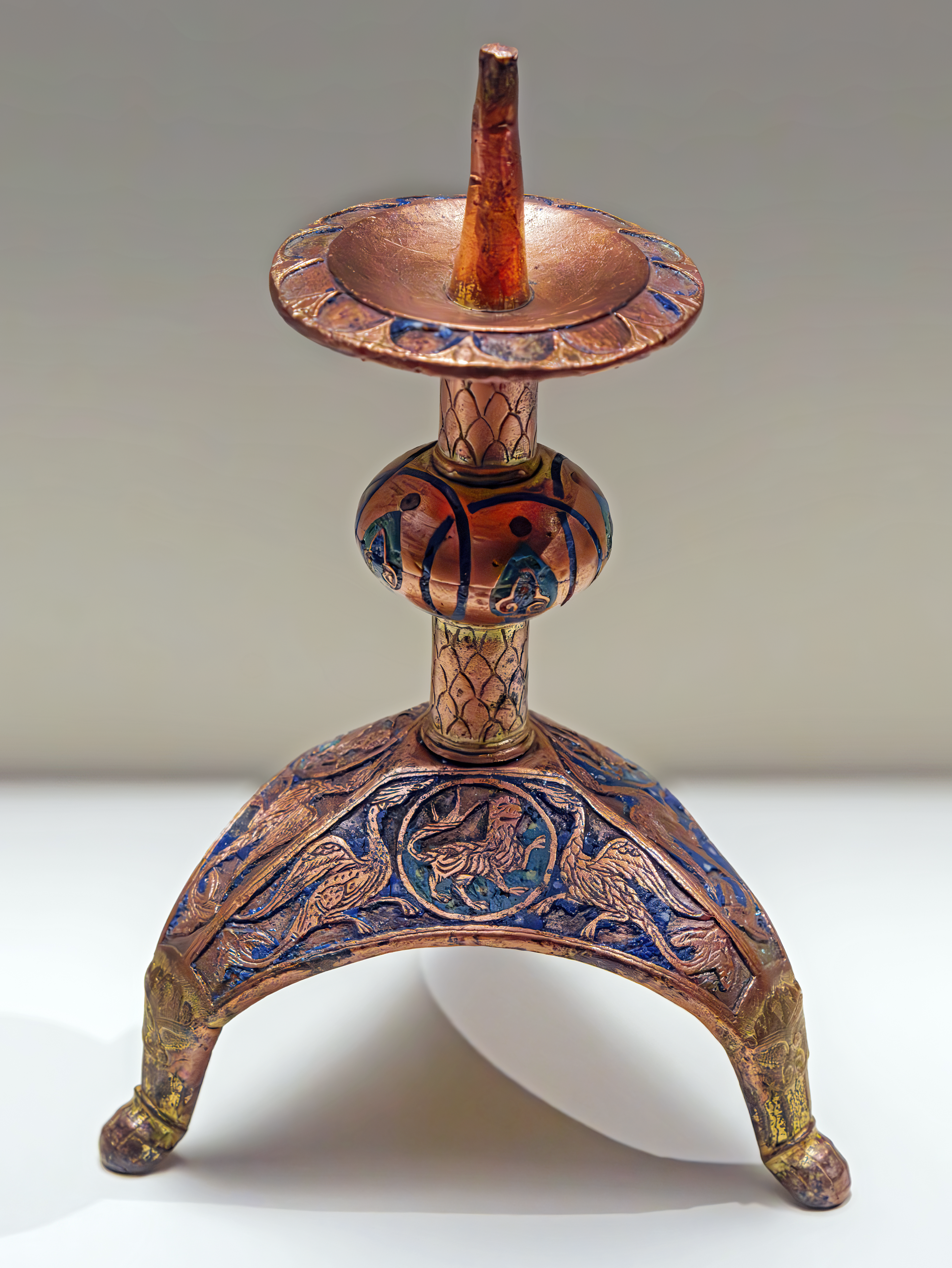
Candelabro
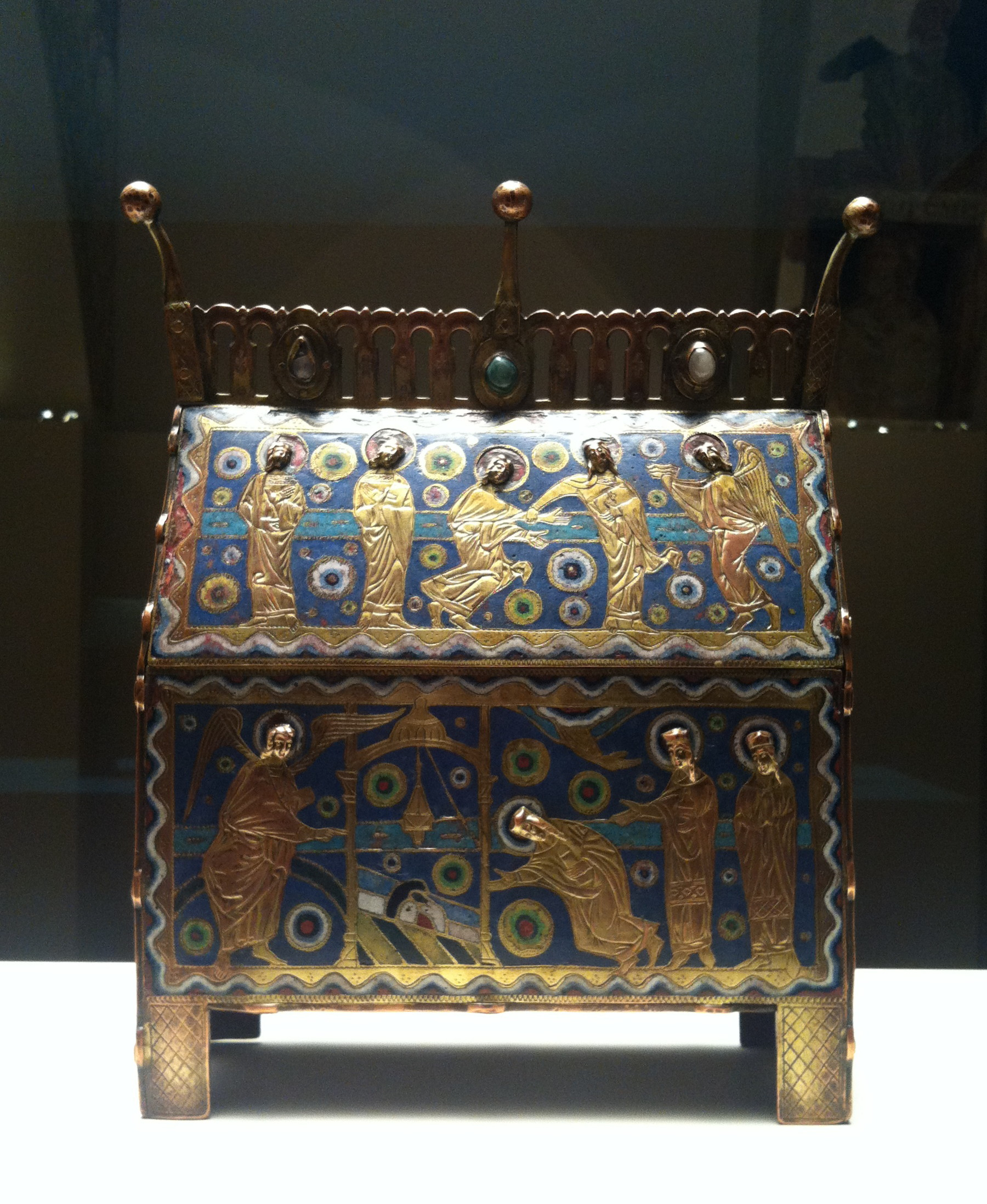
Arqueta de la Resurrección

Las obras en hierro tuvieron una cierta importancia abriéndose un buen número de talleres de forja en los alrededores de los yacimientos de pirita del norte de Cataluña, sobre todo en las estribaciones pirenaicas.
En estos talleres se forjaban tanto armas y herramientas de trabajo como piezas de decoración y liturgia. Se conservan algunos candelabros, verjas, herrajes, cerraduras, clavos, etc.;  en muchas de las puertas de las iglesias románicas del Valle de Bohí se conservan "in situ" las originales cerraduras, clavos, bisagras, etc. procedentes de estos talleres.

Herrajes románicos
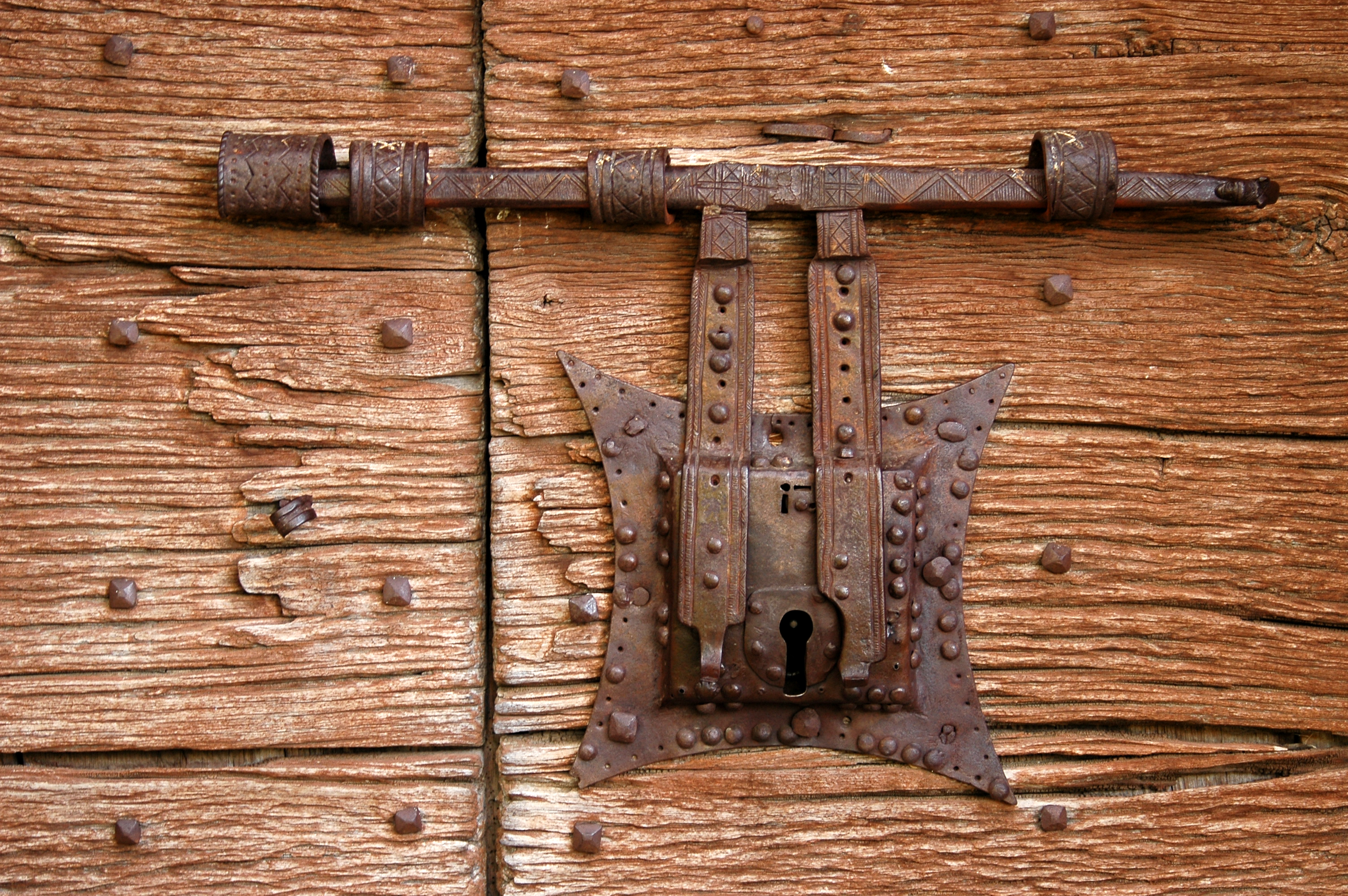
Iglesia de Santa María de Coll
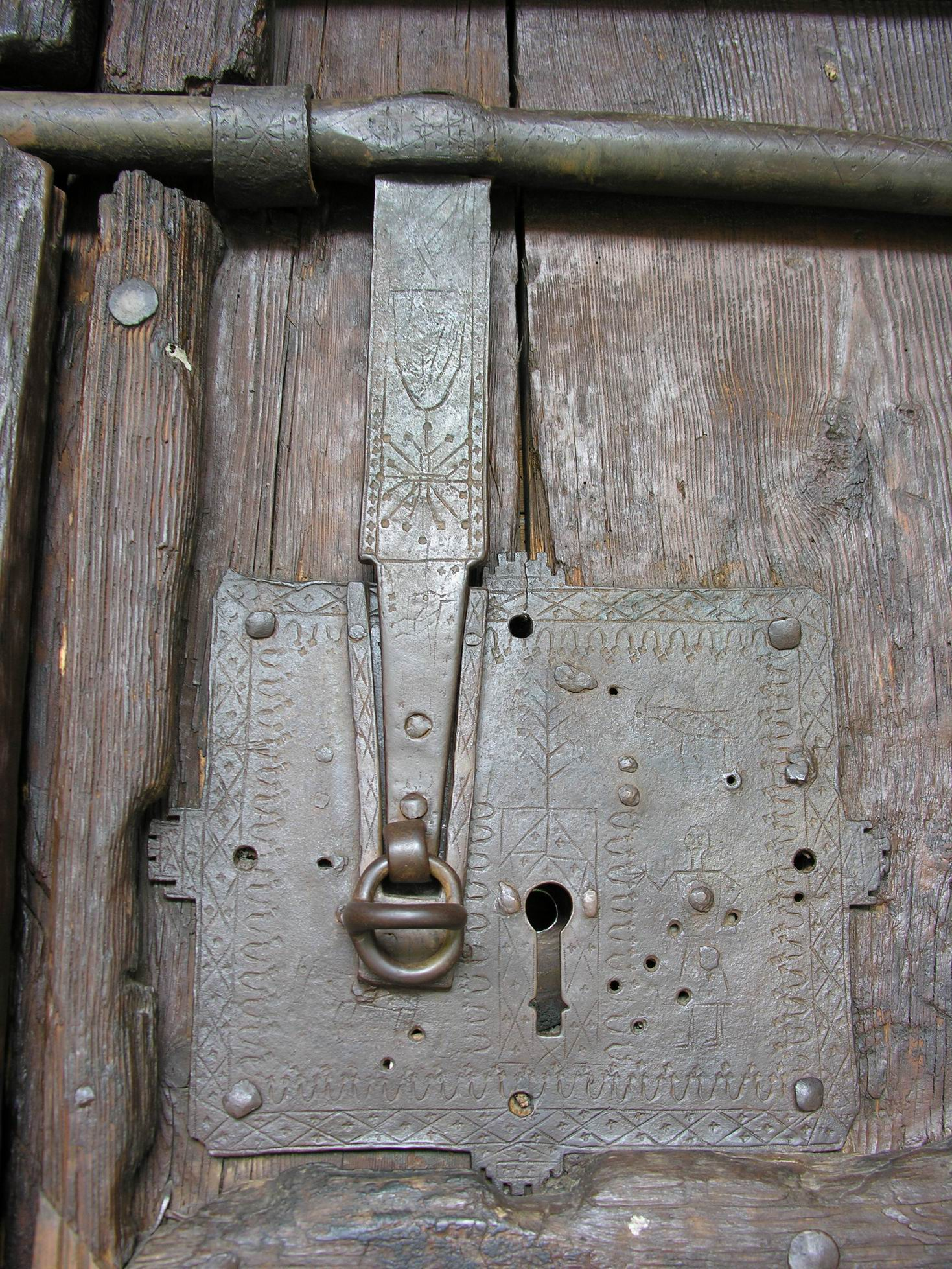
Iglesia de la Natividad de Durro
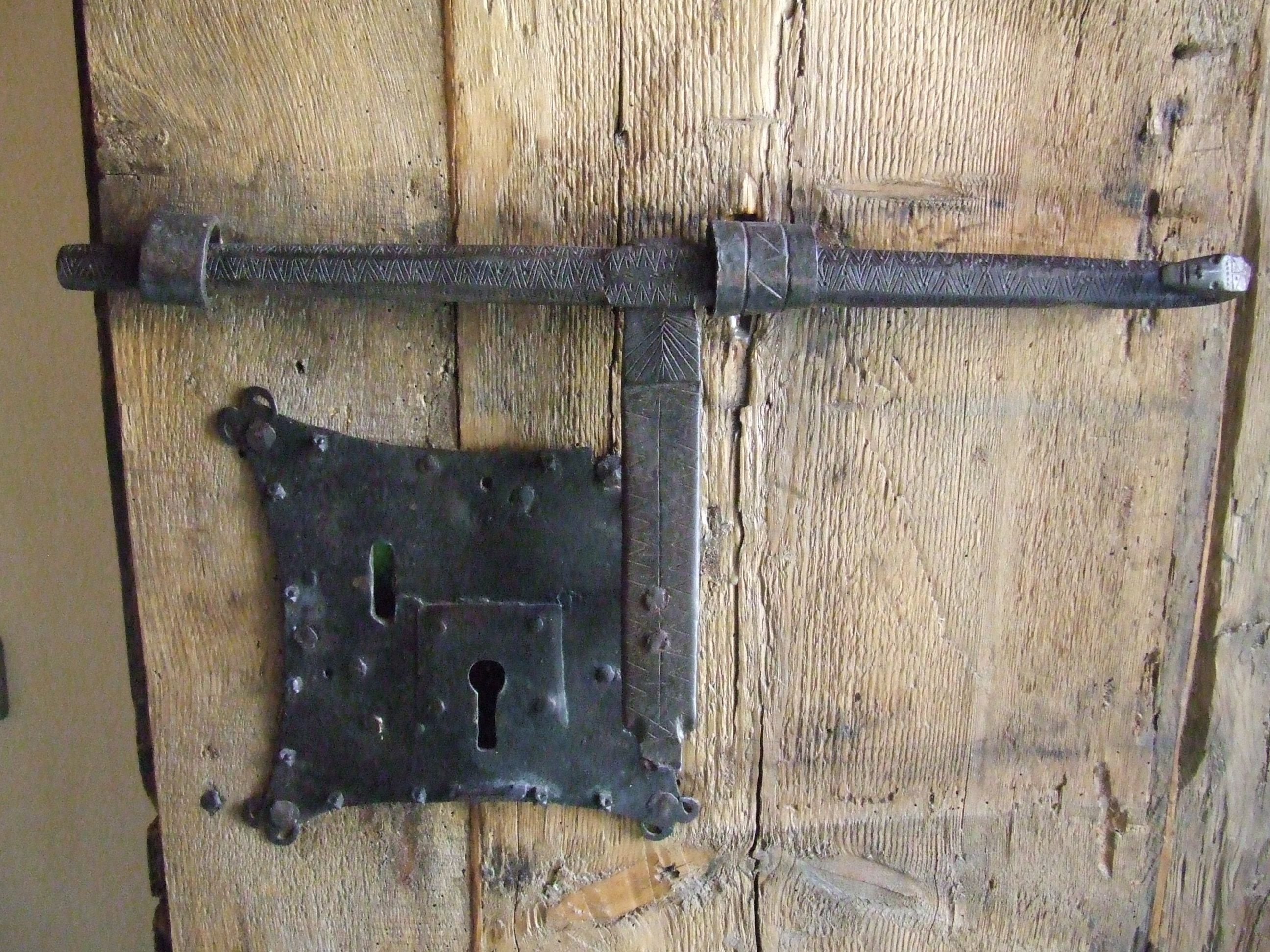
Iglesia de Santa María de Cardet